# Лавренко Микола Миколайович

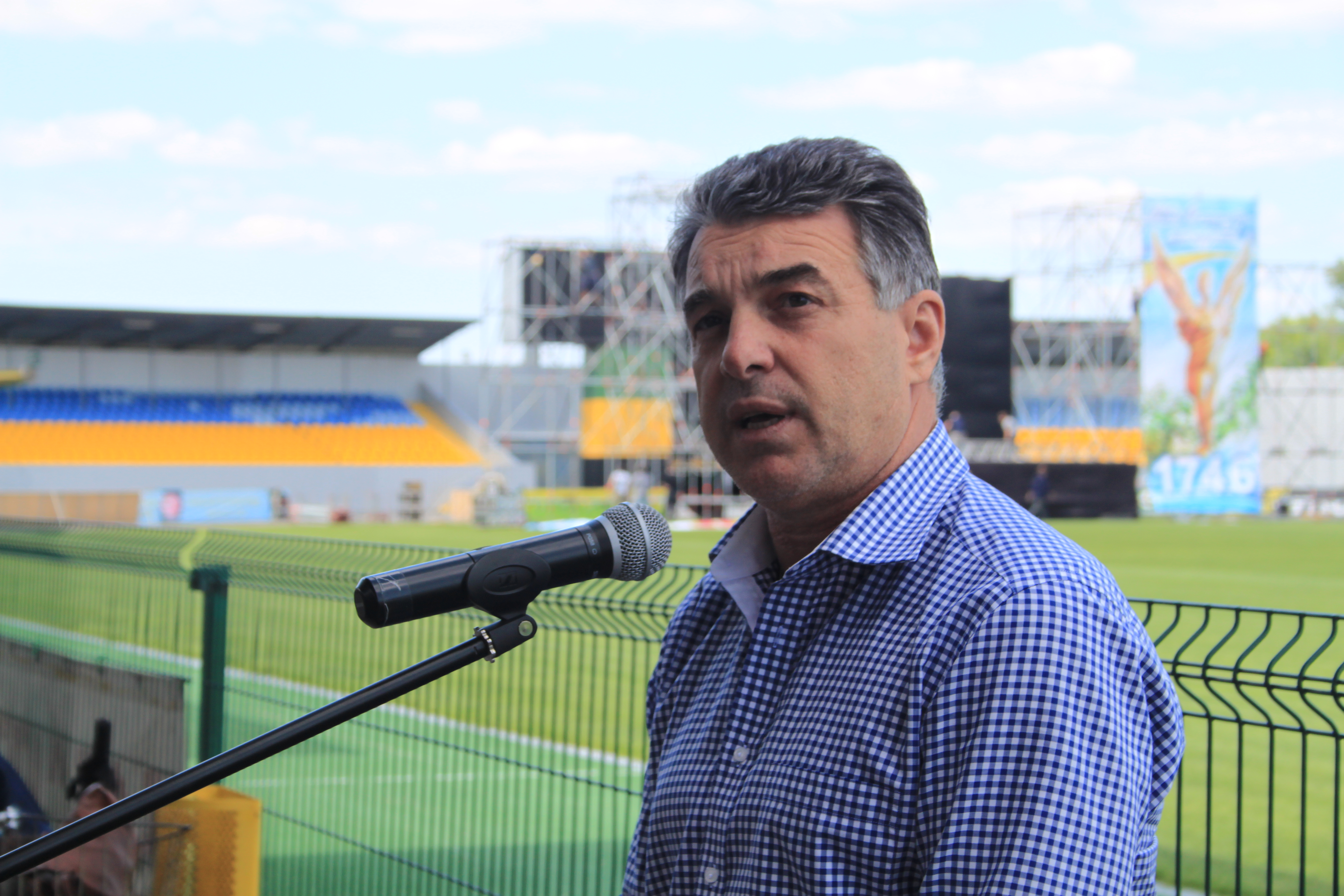
Прес-конференція Миколи Лавренка, 26.05.2012

Микола Миколайович Лавренко (нар. 17 травня 1956) — український підприємець, політик і футбольний функціонер. Перший віце-президент ЗАТ «ВС Енерджі Інтернейшнл Україна» (з 2005). Був президентом ПФК «Олександрія». Віце-президент ПФЛ України (з 2008). Депутат Кіровоградської обласної ради 4-х скликань (1987—2004). Почесний громадянин Олександрії (2008).

## Життєпис
1982 року закінчив Дніпропетровський гірничий інститут за фахом «Технологія машинобудування».
2003 року закінчив Дніпропетровський регіональний інститут державного управління Української академії державного управління при Президенті України за фахом «Державне управління».
1984—1999 — голова правління ВАТ «Поліграфтехніка».
Із 1989 року — президент ПФК «Поліграфтехніка», який згодом було перейменовано в ПФК «Олександрія».
1999—2003 — перший заступник голови Кіровоградської обласної державної адміністрації.
2003—2005 — голова Вінницької податкової адміністрації.
З 2005 року — перший віце-президент ЗАТ «ВС Енерджі Інтернейшнл Україна», що контролює такі компанії: «Житомиробленерго», «Кіровоградобленерго», «Херсонобленерго», «Одесаобленерго», «Севастопольенерго»; готелі «Ореанда», «Дністро», «Русь»; «Дніпроспецсталь», «Камаз-Транс-Сервіс»; «Перший Інвестиційний Банк».
Був депутатом міської ради Олександрії.
Член Народно-демократичної партії.